# El nazi y el peluquero
El nazi y el peluquero  es una novela picaresca sobre el Holocausto y la época posterior del escritor judío-alemán Edgar Hilsenrath. La obra fue publicada por primera vez en los Estados Unidos en inglés por Doubleday en 1971, y en alemán por Helmut Grau en 1977. Describe, desde la perspectiva del perpetrador, la biografía del asesino en masa de la SS y guardia de campo de concentración Max Schulz, quien adoptó una identidad judía después del colapso del Tercer Reich y finalmente emigró a Israel para escapar de la persecución en Alemania.

## Trama
Max Schulz, miembro de la SS, cuenta la historia de su vida. Hijo de una prostituta con cuerpo de tonel y piernas de cigüeña, alguno de cuyos cinco amantes es su padre, está orgulloso de su -supuesto- origen ario. Mantiene una estrecha amistad con Itzig Finkelstein, hijo del barbero judío del barrio. Itzig es guapo, rubio y de ojos azules, mientras que Max  parece judío: cabello negro, nariz aguileña, labios gruesos y mala dentadura.
Max crece en la casa del barbero polaco Slavitzki, de quien se decía que tenía un pene tan grande que se sospechaba que se lo ataba a la pierna con una goma elástica para que no le colgara. Este hecho no es del todo irrelevante, ya que, según la opinión de su madre, el colapso mental que se sospechaba en Max se debía a que Slavitzki lo había apuñalado en la cabeza con su pene... y luego estaban las palizas... con palos, una para la madre, otra para el hijastro. Max aprende el oficio de peluquero con el padre de Itzig, ya que Slavitzki es un miserable barbero,  y trabaja allí durante años, aprendiendo también yidis, el idioma empleado en la casa de du empleador, y acompañando a la familia a la sinagoga.
Al comenzar el régimen nazi, Max se une a la Sturmabteilung y posteriormente a la Schutzstaffel. Durante la guerra, él y su unidad siguen a la Wehrmacht a los territorios ocupados de Rusia para exterminar a los judíos. En 1942, Max acaba como guardia en el campo de concentración de Laubwalde, en Polonia, desde donde  en el invierno de 1944 debe huír del Ejército Rojo. Hasta el final de la guerra, se esconde con la vieja "bruja del bosque" Veronja y finalmente logra llegar a Alemania con un saco lleno de dientes de oro, fruto de su actividad en el campo de concentración. Las autoridades polacas lo creen muerto, e identifican un cuerpo en el bosque como el del buscado miembro de las SS, Max Schulz. En Alemania, Max asume la identidad de Itzig Finkelstein, quien no sobrevivió al Holocausto. Obtiene nuevos documentos, se hace circuncidar por un médico reservado, se borra el tatuaje de la SS y se tatúa un número de Auschwitz en el brazo. Usando los dientes de oro como capital inicial, comercia en el mercado negro de Berlín hasta que su "condesa rubia" le roba todo su capital en una transacción arriesgada. 
Cuando la fundación de un Estado judío se hace realidad, Max decide, siempre temeroso de ser descubierto, emigrar a Palestina. Rápidamente se establece allí y ayuda a construir el nuevo Estado de Israel, se casa, abre una peluquería y participa en las guerras contra sus vecinos árabes. Pero una y otra vez, el pasado lo alcanza. Él es Max Schulz y no Itzig Finkelstein. Al final, incluso hace una apuesta con un juez de distrito jubilado: está seguro de que Max Schulz está vivo. Pero nadie lo toma en serio; dicen que está loco por las terribles experiencias vividas, y no puede escapar del papel asumido.

## Antecedentes
Hilsenrath se inspiró para escribir la novela en un artículo periodístico sobre el exmiembro de la Gestapo, Erich Hohn, que se había hecho pasar por judío después de la guerra y había sido elegido vicepresidente de una rama regional de la Unión de los Perseguidos del Régimen Nazi poco antes de su descubrimiento.

## Publicación
Poco después de su publicación, la editorial Kindler Verlag retiró la primera novela de Hilsenrath, llamada Nacht. Al principio, ningún editor alemán estaba dispuesto a publicar la segunda: El nazi y el peluquero. Para evitar cualquier sospecha de antisemitismo, en aquella época prevalecía en Alemania el extremo "bienintencionado" pero sin embargo discriminatorio del filosemitismo, según el cual los judíos sólo podían ser retratados positivamente -por ejemplo, como héroes- en la literatura de la Alemania de la posguerra. El propio Hilsenrath consideraba el filosemitismo como un antisemitismo "invertido", es decir, una forma oculta de antisemitismo, y en todas sus obras no evitó retratar a los judíos, así como a los demás personajes de sus novelas, con sus lados positivos y negativos. Incluso cuando El nazi y el peluquero se publicó traducido en los Estados Unidos en 1971, y se vendieron más de dos millones de ejemplares, el libro fue rechazado por más de 60 editoriales alemanas con argumentos endebles.  Recién seis años después de su primera publicación en los Estados Unidos la obra fue publicada en alemán por la entonces pequeña editorial de Colonia, Helmut Brau; en ese momento el libro ya contaba en otros países con excelentes reseñas y 1,2 millones de ejemplares vendidos.

## Recepción
En los Estados Unidos la publicación fue un gran éxito, pero en Alemania la obra fue inicialmente rechazada por diversos sectores y, tras su publicación, recibió una recepción correspondientemente controvertida por parte de los críticos y los lectores. En una reseña consistentemente positiva, Heinrich Böll elogió particularmente la elección de lenguaje de Hilsenrath para esta obra, "que prolifera salvajemente y, sin embargo, a menudo da en el blanco, desplegando una poesía oscura y también tranquila".
Con el paso de los años, El nazi y el peluquero también gozó de creciente popularidad en Alemania. En 1979, la obra fue seleccionada como uno de los tres mejores libros del mes en Suecia. Reeditado en 2005 y 2006 como parte de las obras completas de Edgar Hilsenrath, fue presentado por Jan Josef Liefers y Elke Heidenreich en el programa de televisión Lesen! como un "gran libro".  En el ámbito académico, el trabajo de Hilsenrath cuenta con una larga trayectoria tanto en Alemania como en el extranjero, especialmente en Estados Unidos.
Max Rieger destaca la perspectiva del autor, que fue una novedad para el público alemán de la época: "Los lectores alemanes también están familiarizados con novelas, cuentos y obras de teatro que abordan la persecución y el exterminio de los judíos bajo el régimen de Hitler utilizando medios poético-satíricos y grotescamente cómicos. Sin embargo, todas narran la historia más o menos desde la perspectiva de las víctimas. Hilsenrath, en cambio, eligió la perspectiva de los perpetradores para su novela."
Jan Süselbeck resaltó que "Hay mucho de qué reír. Las escenas absurdas de Hilsenrath se caracterizan por su manejo agresivo de clichés y prejuicios ancestrales. Impulsan estereotipos antisemitas [...] hasta reducirlos al absurdo. Al mismo tiempo, Hilsenrath logra repetidamente que la historia concreta del exterminio de los judíos brille en momentos narrativos lacónicos que revelan un valiente intento de describir directamente el horror inconmensurable [...] pocas historias son más extrañas en la literatura alemana de posguerra que el pasaje en el que Schulz, un miembro de las SS que huye de los partisanos judíos, se topa con la cabaña de la siniestra ermitaña Veronja en un bosque polaco. Su refugio es su única posibilidad de supervivencia en pleno invierno, y su «salvadora» aprovecha al máximo la situación. A diferencia de casi todos los demás personajes de la novela, ella sospecha que Schulz debió ser el amo de la vida y la muerte en el cercano campo de concentración de Laubwalde y se alegra de tener finalmente poder sobre semejante «dios»."
Herta Müller recuerda su propia infancia y la figura algo diabólica del peluquero de su pueblo como barbero de los muertos: "El vocabulario nazi fluctúa, la sátira más aguda se inclina y se vuelve trágica. Esta dualidad adquiere una cualidad algo anticipatoria a medida que se lee; los remolinos de intensidad se arremolinan y chocan. La sátira del tono choca con la tragedia de la situación. Los clichés lingüísticos deliberadamente colocados se convierten en una especie de comunicación mínima entre los personajes. Así, el aspecto indescriptible del horror se lleva descaradamente a lo largo de la obra, como si fuera un remolque. Lo que las frases omiten emerge gradualmente, latente e ineludible, en la mente del lector. La crudeza y la ternura se entrelazan constantemente. La sátira y la tragedia adquieren aquí una forma completamente diferente, casi podríamos decir típicamente individual. Lo que no puede existir, Hilsenrath lo presenta."

## Enlaces web
- Contratapa en la página web de la asociación Freundeskreis Edgar Hilsenrath e. v. (en alemán)

### Reseñas
- Hermann Lewy: Der Nazi, der Jude wird (en alemán)
- Manfred Rieger: Auf der Suche nach der verlorenen Schuld. Edgar Hilsenraths grotesk-realistischer Roman Über einen Nazi, der Jude wurde (en alemán)
- Gerda Marie Schönfeld: Als Nazi nach Israel. Die Würde der Opfer bleibt unangetastet (en alemán)

- Datos: Q829753